# ألما سفلى (شلال ودشتغل)
ألما سفلى (بالفارسية: الما سفلی) هي منطقة سكنية تقع في إيران في قسم شلال ودشتغل الريفي. يقدر عدد سكانها بـ 40 نسمة .